# Wladimir Semjonowitsch Pugatschow
Wladimir Semjonowitsch Pugatschow (russisch Владимир Семёнович Пугачёв; engl. Notation: Vladimir Semenovich Pugachev; * 12. Märzjul. / 25. März 1911greg. in Rjasan; † 25. März 1998 in Moskau) war ein sowjetischer Mathematiker. Er gilt in Russland als der erste Mathematiker, der das ballistische Problem einer Bombe bzw. Granate und von einem Flugzeug abgefeuerter Geschosse allgemein gelöst hat.
Nach dem naturwissenschaftlichen Studium erwarb er auf der Akademie der Luftstreitkräfte Prof. N.E. Schukowski sein Diplom im Jahre 1931. Im Jahre 1934 wurde er Doktor der technischen Wissenschaften. Im Jahre 1939 erlangte er die Habilitation zum Doktor der technischen Wissenschaften und die Ernennung zum Professor. Den Stalinpreis erhielt er 1948 für seine allgemeine mathematische Arbeit zur Ballistik der Geschossbahn eines Projektils.
Der Ehrentitel Verdienter Wissenschaftler und Techniker der RSFSR wurde ihm 1958 verliehen. Die Ernennung zum korrespondierenden Mitglied der Akademie der Wissenschaften der UdSSR erfolgte im Jahr 1966; 1981 wurde er Vollmitglied der Akademie.
Er leitete ein Forschungslabor im Institut für Steuerungstechnik der Akademie der Wissenschaften der UdSSR. Im Institut für Flugwesen in Moskau führte er einen Lehrstuhl. Er gehörte bei der Akademie der Wissenschaften der UdSSR zum Büro der Abteilung für Mechanik und Steuerungsprozesse. Bei den Zeitschriften Automatik und Fernwirktechnik (russ.) und Probleme der Steuerungs- und Informationstheorie wirkte er als stellvertretender Chefredakteur.
Seine hauptsächlichen Arbeitsgebiete waren die Wahrscheinlichkeitstheorie, die statistische Theorie der Steuerungstechnik, die Theorie der zufälligen Funktionen und die Theorie der Differentialgleichungen. Bis 1975 veröffentlichte er mehr als 130 Artikel in wissenschaftlichen Zeitschriften.

## Schriften
- Osnovy teorii vozdushnoi strelby, Moskau 1937
- Trudy Voenno-Vozdush, in: Inzhenern. Akad. No. 70, 1940[4]
- Calculation of the Ballistics Elements for Firing in the Air mit B. K. Blinov, in: Air Fleet News, Vol 23, No. 3, 1941, S. 217–228
- On the approximate solution of the general problem of exterior ballistics, in: Priklad. Mat. Mech. 5 (1941) S. 263–266 (russ.)
- Problem of exterior ballistics of projectiles and bombs, in: Priklad. Mat. Mech. 6 (1942), S. 281–286 (russ.)
- Notes on exterior ballistics of projectiles and bombs, in: Priklad. Mat. Mech. 6 (1942), S. 347–368 (russ.)
- On asymptotic representation of integrals of systems of linear differential equations containing a parameter, in: [Mat. Sbornik] N.S., 1944, Volume 15(57), Number 1, Pages 13–54[5]
- Generalization of the problem of the pursuit curve, Priklad. Mat. Mech. 10 (1946), S. 525–528 (russ.)
- Kanonische Zerlegung von Zufallsfunktionen, in: Arbeiten der WWIA im. Shukovskogo, (1950), S. 1–26
- The general theory of correlation of random functions, Izv. Akad. Nauk SSSR Ser. Mat., 17:5 (1953), 401–420[6]
- Allgemeine Theorie der Zufallsfunktionen, ihre Anwendung in der Regelungstechnik, in: Arbeiten zur 2. Allunionskonferenz über Regelungstechnik, Band 2, Moskau-Leningrad, 1955, S. 403–424
- Theorie der kanonischen Zerlegung zufälliger Funktionen, in: Arbeiten der WWIA (1959), H. 254–350, S. 1–26 (russ.)
- Verallgemeinerung der Theorie der kanonischen Zerlegung von zufälligen Funktionen, in: Sammelwerk wissenschaftlicher Arbeiten der WWIA; Band I, (1954), S. 33–45 (russ.)
- Anwendung kanonischer Zerlegungen von zufälligen Funktionen zur Bestimmung optimaler linearer Systeme, in: Automatik und Telemechanik, Band XVII (1956), Nr. 6, S. 489–499 (russ.)
- Methode zur Bestimmung eines optimalen Systems nach einem willkürlichen Kriterium, in: Automatik und Telemechanik, Band XIX., (1958), Nr. 6, S. 519–539 (russ.)
- Ein Verfahren zur Bestimmung einer optimalen Anordnung mit nichtlinearer Abhängigkeit der beobachteten Funktion von den Parametern eines Signals, in: Automatic and remote control. Proceedings of the first international congress of the International Federation of Automatic Control (I.F.A.C.), Moskau 1960 – München: R. Oldenburg 1961. XLIII S. 702–706
- Methode zur Bestimmung eines optimalen Systems nach dem allgemeinen Kriterium von Bayes, in: Nachrichten der Akademie der Wissenschaften der UdSSR, Serie Energetik und Automatik, (1960), Nr. 2, S. 83–97 (russ.)
- Teoriia vozdushnoi strelby, Moskau 1960
- Effective method of location of a Bayesian solution, in: Trans. Second Prague Conference Information Theory, Publ. House Czechoslpvak Academy Sciences, Prague, 1960, S. 531–540; Academic Press, New York, 1961
- Theorie der zufälligen Funktionen und ihre Anwendung auf Aufgaben der automatischen Regelung, Moskau, Fismatgis 1962, 883 Seiten (russ.)
- Grundlagen der Statistik, Reihe: Theoretische Grundlagen der technischen Kybernetik. Verlag Technik, Berlin 1964
- Theory of random functions and its application to control problems, New York 1965
- Optimalnye sistemy : statisticeskie metody, Trudy 3. Vsesojuznogo Sovescanija po Avtomaticeskomu upravleniju, 2, Moskau 1967 (Verlag Nauka)
- Estimation of variables and parameters in discrete-time nonlinear systems, in: Automation and Remote Control. Vol. 40, pt. 1, no. 4, S. 512–521. Sept. 10 1979
- A Generalization of the Theory of conditionally optimal Estimation and Extrapolation, in: Soviet mathematics – Doklady, Band 26, 1982, S. 79f
- Probability Theory and Mathematical Statistics for Engineers, Pergamon. Press, Oxford, 1984 ISBN 0080291481
- Stochastic differential systems: Analysis and filtering mit I.N. Sinitsyn, New York 1987 ISBN 0471912433
- Lectures on Functional Analysis and Applications mit I.N. Sinitsyn, Singapore 1999
- Stochastic systems. Theory and applications mit I.N. Sinitsyn, Singapore 2001 ISBN 9810247427